# Nouveau Parti démocratique de la Colombie-Britannique
Le Nouveau Parti démocratique de la Colombie-Britannique est un parti politique social-démocrate dans la province canadienne de la Colombie-Britannique. Il s'agit de l'aile provinciale du Nouveau Parti démocratique fédéral. Contrairement aux autres partis canadiens, où la politique provinciale et fédérale sont tenues strictement séparées, et où les membres d'un parti provincial ne sont pas nécessairement membres du grand frère fédéral, les membres du NPD sont automatiquement membres à la fois du parti fédéral et de leur aile provinciale.

## Formation et premières années
voir : Parti socialiste de la Colombie-Britannique

## Chefs du parti
| Ordre | Dirigeant        | Image | Durée       | Premier ministre |
| ----- | ---------------- | ----- | ----------- | ---------------- |
| 1     | Robert Strachan  |       | 1961-1969   | -                |
| 2     | Thomas R. Berger |       | 1969        | -                |
| 3     | Dave Barrett     |       | 1969-1984   | 1972-1975        |
| 4     | Bob Skelly       |       | 1984-1987   | -                |
| 5     | Michael Harcourt |       | 1987-1996   | 1991-1996        |
| 6     | Glen Clark       |       | 1996-1999   | 1996-1999        |
| .     | Dan Miller       |       | 1999-2000   | 1999-2000        |
| 7     | Ujjal Dosanjh    |       | 2000-2001   | 2000-2001        |
| .     | Joy MacPhail     |       | 2001-2003   | -                |
| 8     | Carole James     |       | 2003-2011   | -                |
| .     | Dawn Black       |       | 2011        | -                |
| 9     | Adrian Dix       |       | 2011-2014   | -                |
| 10    | John Horgan      |       | 2014-2022   | 2017-2022        |
| 11    | David Eby        |       | depuis 2022 | depuis 2022      |